# Juniorský Davis Cup a juniorský Billie Jean King Cup
Juniorský Davis Cup a juniorský Billie Jean King Cup jsou mezinárodní tenisové soutěže reprezentačních družstev chlapců a dívek v kategorii do 16 let. Premiérový ročník se odehrál v roce 1985, kdy soutěž vznikla pod původním pojmenováním World Youth Cup (Světový pohár mládeže). Změna názvu následovala v roce 2002. Nejvyšší počet šesti titulů získaly mezi chlapci týmy Austrálie a Španělska, v rámci dívek pak soutěž devětkrát ovládly Spojené státy americké. V úvodní fázi ročníku jsou hrány kontinentální zóny – africká, evropská, asijsko-oceánská, severoamericko-karibská a jihoamerická, z nichž nejlepší týmy postupují do šestnáctičlenného finále.
V letech 1988–2001 byla hlavním sponzorem japonská informačně-technologická firma NEC. Se změnou názvu v roce 2002 vstoupil do chlapecké soutěže nový generální partner, francouzský bankovní dům BNP Paribas. Turnaj dívek byl pod názvem pařížské banky poprvé hrán v sezóně 2005. Roku 2020 pak následovalo přejmenování dívčí části na juniorský Billie Jean King Cup, na počest americké tenistky a bojovnice za rovnost pohlaví a sociální spravedlnost Billie Jean Kingové.
Obdobou juniorských týmových soutěží jsou mužský Davis Cup a ženský Billie Jean King Cup, v letech 1963–1994 hraný jako Pohár federace a mezi roky 1995–2020 pod názvem Fed Cup. V roce 1985 se úvodního ročníku dívčí soutěže účastnilo 44 reprezentací, do juniorského Fed Cupu 2019 zasáhlo již okolo 100 týmů. Ročník 2020 byl zrušen pro pandemii covidu-19 prohlášením ITF ze 17. června téhož roku.

## Výběr významných účastníků soutěže

### Chlapci

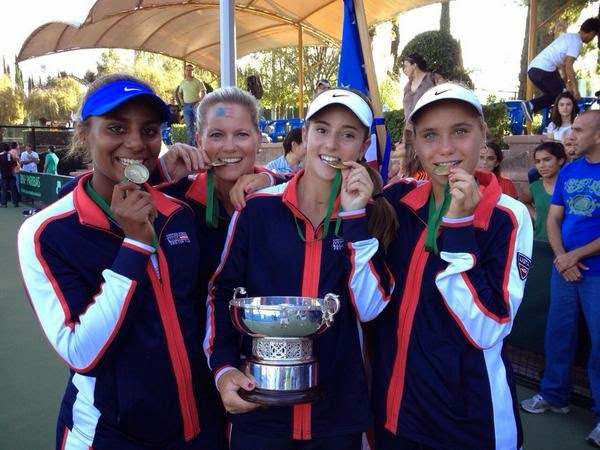
Americké vítězky juniorského Fed Cupu 2014 (zleva): Tornado Alicia Blacková, Kathy Rinaldiová (kapitánka), CiCi Bellisová a Sofia Keninová v mexickém San Luis Potosí

- Jim Courier
- Michael Chang
- Goran Ivanišević
- Richard Krajicek
- Gustavo Kuerten
- Marat Safin
- Jevgenij Kafelnikov
- Roger Federer
- Lleyton Hewitt
- Andy Roddick
- Rafael Nadal
- Denis Shapovalov[2]

### Dívky
- Sabine Appelmannsová (1988)
- Jennifer Capriatiová (1989)
- Anke Huberová (1989)
- Lindsay Davenportová (1991)
- Amélie Mauresmová (1995)
- Jelena Dementěvová (1997)
- Jelena Dokićová (1997)
- Anastasija Myskinová (1997)
- Daniela Hantuchová (1998)
- Flavia Pennettaová (1998)
- Roberta Vinciová (1998)
- Barbora Strýcová (2001)
- Lucie Šafářová (2001)
- Agnieszka Radwańská (2005)
- Ashleigh Bartyová (2011)
- Darja Kasatkinová (2013)
- Sofia Keninová (2013)
- Iga Świąteková (2016)
- Coco Gauffová (2018)[5]

## Přehled finále

### Juniorský Davis Cup
| Finále juniorského Davis Cupu | Finále juniorského Davis Cupu         | Finále juniorského Davis Cupu                                       | Finále juniorského Davis Cupu  | Finále juniorského Davis Cupu                                |
| Rok                           | místo konání                          | vítěz                                                               | výsledek                       | finalista                                                    |
| ----------------------------- | ------------------------------------- | ------------------------------------------------------------------- | ------------------------------ | ------------------------------------------------------------ |
| 1985                          | Kóbe, Japonsko                        | Austrálie Shane Barr Richard Fromberg Jason Stoltenberg             | 2–1                            | Spojené státy John Falbo Francisco Montana                   |
| 1986                          | Tokio, Japonsko                       | Austrálie Richard Fromberg Jason Stoltenberg Todd Woodbridge        | 2–1                            | Spojené státy Michael Chang Jim Courier David Kass           |
| 1987                          | Freiburg im Breisgau, Západní Německo | Austrálie Johan Anderson Jamie Morgan Todd Woodbridge               | 3–0                            | Nizozemsko Paul Dogger Fernon Wibier Richard Krajicek        |
| 1988                          | Perth, Austrálie                      | Československo Martin Damm Lukáš Hovorka Jan Kodeš, ml.             | 2–1                            | Spojené státy William Bull Rick Leach Brian MacPhie          |
| 1989                          | Asunción, Paraguay                    | Německo Scott Gessner Gregor Paul David Prinosil                    | 2–1                            | Československo Pavel Gazda Lukáš Thomas René Hanák           |
| 1990                          | Rotterdam, Nizozemsko                 | Sovětský svaz Jevgenij Kafelnikov Andrij Medveděv Dmitrij Tomaševič | 2–1                            | Austrálie Grant Doyle Brad Sceney Anastasios Vasiliadis      |
| 1991                          | Barcelona, Španělsko                  | Španělsko Gonzalo Corrales Albert Costa                             | 2–1                            | Československo Filip Kaščák David Škoch                      |
| 1992                          | Castelldefels, Španělsko              | Francie Maxime Boyé Nicolas Escudé                                  | 2–1                            | Německo Alexander Nickel Rene Nicklisch Axel Pretzsch        |
| 1993                          | Wellington, Nový Zéland               | Francie Jean-François Bachelot Olivier Mutis Johann Potron          | 2–1                            | Nový Zéland Scott Clark Mark Nielsen Teo Susnjak             |
| 1994                          | Tucson, Spojené státy                 | Nizozemsko Raemon Sluiter Peter Wessels                             | 2–1                            | Rakousko Markus Hipfl Clemens Trimmel Ingo Neumüller         |
| 1995                          | Essen, Německo                        | Německo Daniel Elsner Thomas Messmer Tomas Zivnicek                 | 3–0                            | Česko Petr Kralert Pavel Říha Michal Tabara                  |
| 1996                          | Curych, Švýcarsko                     | Francie Jérôme Haehnel Julien Jeanpierre Olivier Patience           | 2–1                            | Austrálie Nathan Healey Lleyton Hewitt Glenn Knox            |
| 1997                          | Vancouver, Kanada                     | Česko Ladislav Chramosta Jaroslav Levinský Tomáš Cakl               | 2–0                            | Venezuela José de Armas Ezequiel Nastari Luis Aguerrevere    |
| 1998                          | Cuneo, Itálie                         | Španělsko Marc López Tommy Robredo David Ferrer                     | 2–1                            | Chorvatsko Roko Karanušić Mario Radić                        |
| 1999                          | Perth, Austrálie                      | Spojené státy Alex Bogomolov Ryan Redondo Travis Rettenmaier        | 3–0                            | Chorvatsko Mario Ančić Tomislav Perić Ivan Stelko            |
| 2000                          | Hirošima, Japonsko                    | Austrálie Ryan Henry Todd Reid Raphael Durek                        | 2–0                            | Rakousko Johannes Ager Stefan Wiespeiner Christian Polessnig |
| 2001                          | Santiago, Chile                       | Chile Jorge Aguilar Guillermo Hormazábal Carlos Ríos                | 3–0                            | Německo Sascha Klör Bastian Koch Marcel Zimmermann           |
| 2002                          | La Baule-Escoublac, Francie           | Španělsko Marcel Granollers Rafael Nadal Tomeu Salvá                | 3–0                            | Spojené státy Brendan Evans Scott Oudsema Phillip Simmonds   |
| 2003                          | Essen, Německo                        | Německo Matthias Bachinger Mischa Zverev Aljoscha Thron             | 2–1                            | Francie Jérémy Chardy Mathieu Dehaine Jérémy Dréan           |
| 2004                          | Barcelona, Španělsko                  | Španělsko Roberto Bautista Agut Pere Riba Javier Garrapiz           | 2–1                            | Česko Dušan Lojda Miroslav Navrátil Filip Zeman              |
| 2005                          | Barcelona, Španělsko                  | Francie Kevin Botti Jérôme Inzerillo Stéphane Piro                  | 2–0                            | Česko Michal Konečný Roman Jebavý Jiří Košler                |
| 2006                          | Barcelona, Španělsko                  | Nizozemsko Xander Spong Tim van Terheijden Joost Vogel              | 2–1                            | Rusko Jevgenij Donskoj Vladimir Karusevič Vladimir Ziňakov   |
| 2007                          | Reggio Emilia, Itálie                 | Austrálie Bernard Tomic Mark Verryth Alex Sanders                   | 2–0                            | Argentina Guido Andreozzi Kevin Konfederak Nicolás Pastor    |
| 2008                          | San Luis Potosí, Mexiko               | Spojené státy Evan King Denis Kudla Raymond Sarmiento               | 2–0                            | Argentina Andrea Collarini Agustín Velotti Facundo Argüello  |
| 2009                          | San Luis Potosí, Mexiko               | Austrálie Jason Kubler Luke Saville Joey Swaysland                  | 2–1                            | Velká Británie Andrew Bettles George Morgan                  |
| 2010                          | San Luis Potosí, Mexiko               | Japonsko Kazuma Kawači Kaiči Učida Soičiró Moritani                 | 2–0                            | Kanada Edward Nguyen Filip Peliwo Samuel Monette             |
| 2011                          | San Luis Potosí, Mexiko               | Velká Británie Kyle Edmund Evan Hoyt Luke Bambridge                 | 2–0                            | Itálie Stefano Napolitano Gianluigi Quinzi Matteo Donati     |
| 2012                          | Barcelona, Španělsko                  | Itálie Filippo Baldi Gianluigi Quinzi Mirko Cutuli                  | 2–1                            | Austrálie Harry Bourchier Thanasi Kokkinakis Blake Mott      |
| 2013                          | San Luis Potosí, Mexiko               | Španělsko Pedro Martínez Jaume Munar Álvaro López San Martín        | 2–1                            | Jižní Korea Chung Yun-seong Hong Seong-chan Kang Ku-keon     |
| 2014                          | San Luis Potosí, Mexiko               | Spojené státy William Blumberg Michael Mmoh Gianni Ross             | 3–0                            | Jižní Korea Chung Yun-seong Im Seong-taek Oh Chan-yeong      |
| 2015                          | Madrid, Španělsko                     | Kanada Félix Auger-Aliassime Denis Shapovalov Benjamin Sigouin      | 2–1                            | Německo Nicola Kuhn Marvin Möller Maximilian Todorov         |
| 2016                          | Budapešť, Maďarsko                    | Rusko Alen Avidzba Timofej Skatov Alexej Alexejevič Zacharov        | 2–1                            | Kanada Félix Auger-Aliassime Nicaise Muamba Chih-Chi Huang   |
| 2017                          | Budapešť, Maďarsko                    | Česko Jonáš Forejtek Dalibor Svrčina Andrew Paulson                 | 2–0                            | Spojené státy William Grant Govind Nanda Tyler Zink          |
| 2018                          | Budapešť, Maďarsko                    | Španělsko Carlos Alcaraz Mario González Pablo Llamas                | 2–1                            | Francie Martin Breysach Lilian Mamousez Harold Mayot         |
| 2019                          | Orlando, Spojené státy                | Japonsko Kokoro Isomura Šintaró Močizuki Jamato Sueoka              | 2–1                            | Spojené státy Toby Kodat Martin Damm Dali Blanch             |
| 2020                          | zrušeno pro pandemii covidu-19        | zrušeno pro pandemii covidu-19                                      | zrušeno pro pandemii covidu-19 | zrušeno pro pandemii covidu-19                               |
| 2021                          | Antalya, Turecko                      | Rusko Jaroslav Děmin Maxim Žukov Danil Panarin                      | 2–0                            | Francie Gabriel Debru Antoine Ghibaudo Arthur Gea            |
| 2022                          | Antalya, Turecko                      | Brazílie Gustavo Almeida João Fonseca Pedro Rodrigues               | 2–0                            | Spojené státy Meecah Bigun Kaylan Bigun Alexander Razeghi    |
| 2023                          | Córdoba, Španělsko                    | Česko Jan Kumstát Maxim Mrva Martin Doskočil                        | 2–1                            | Itálie Federico Cinà Andrea De Marchi Matteo Sciahbasi       |
| 2024                          | Antalya, Turecko                      | Spojené státy Keaton Hance Jack Kennedy Jack Secord                 | 2–0                            | Rumunsko Federico Cinà Andrea De Marchi Matteo Sciahbasi     |

### Juniorský Billie Jean King Cup
| Finále juniorského Billie Jean King Cupu | Finále juniorského Billie Jean King Cupu | Finále juniorského Billie Jean King Cupu                                  | Finále juniorského Billie Jean King Cupu | Finále juniorského Billie Jean King Cupu                                  |
| Rok                                      | místo konání                             | vítěz                                                                     | výsledek                                 | finalista                                                                 |
| ---------------------------------------- | ---------------------------------------- | ------------------------------------------------------------------------- | ---------------------------------------- | ------------------------------------------------------------------------- |
| 1985                                     | Kóbe, Japonsko                           | Československo Jana Pospíšilová Radka Zrubáková                           | 3–0                                      | Austrálie Sally McCannová Nicole Provisová Wendy Frazerová                |
| 1986                                     | Tokio, Japonsko                          | Belgie Sandra Wassermanová Ann Devriesová Caroline Neuprezová             | 2–1                                      | Československo Petra Langrová Radka Zrubáková                             |
| 1987                                     | Freiburg im Breisgau, Západní Německo    | Austrálie Rachel McQuillanová Jo-Anne Faullová Bilynda Potterová          | 2–1                                      | Sovětský svaz Jelena Brjuchovecová Natalija Medveděvová Natalija Bilecká  |
| 1988                                     | Perth, Austrálie                         | Austrálie Kerry-Anne Guseová Lorrae Guseová Kirrily Sharpeová             | 3–0                                      | Argentina Federica Haumullerová Cristina Tessiová Ines Gorrochateguiová   |
| 1989                                     | Asunción, Paraguay                       | Západní Německo Maja Živec-Škuljová Anke Huberová Katharina Düllová       | 2–1                                      | Československo Klára Matoušková Karina Habšudová Petra Kučová             |
| 1990                                     | Rotterdam, Nizozemsko                    | Nizozemsko Petra Kamstrová Linda Niemantsverdrietová                      | 2–1                                      | Sovětský svaz Irina Suchovová Taťána Ignatěvová Olga Luginová             |
| 1991                                     | Barcelona, Španělsko                     | Německo Heike Ruschová Marketa Kochtová Kirstin Freyeová                  | 2–1                                      | Paraguay Larissa Schaererová Rossana de los Ríosová Magalí Benítezová     |
| 1992                                     | Castelldefels, Španělsko                 | Belgie Laurence Courtoisová Nancy Feberová Stephanie Devilléová           | 3–0                                      | Argentina Laura Montalvová María Luciana Reynaresová Mariana Díaz Olivová |
| 1993                                     | Wellington, Nový Zéland                  | Austrálie Siobhan Drake-Brockmanová Annabel Ellwoodová Jodi Richardsonová | 2–1                                      | Spojené státy Stephanie Nickitasová Amanda Basicová Cristina Morosová     |
| 1994                                     | Tucson, Spojené státy                    | Jižní Afrika Jessica Stecková Surina De Beerová Giselle Swartová          | 3–0                                      | Francie Amélie Cocheteuxová Amélie Castérová Kildine Chevalierová         |
| 1995                                     | Essen, Německo                           | Francie Karolina Jagieniaková Amélie Mauresmová Kildine Chevalierová      | 2–1                                      | Německo Stephanie Kovacicová Sandra Klöselová Caroline Christianová       |
| 1996                                     | Curych, Švýcarsko                        | Slovinsko Katarina Srebotniková Petra Rampreová                           | 2–1                                      | Německo Stephanie Kovacicová Jasmin Wöhrová Lisa Fritzová                 |
| 1997                                     | Vancouver, Kanada                        | Rusko Anastasija Myskinová Jelena Dementěvová                             | 2–0                                      | Francie Samantha Schoeffelová Stéphanie Rizziová Laëtitia Sanchezová      |
| 1998                                     | Cuneo, Itálie                            | Itálie Roberta Vinciová Maria Elena Camerinová Flavia Pennettaová         | 2–1                                      | Slovensko Stanislava Hrozenská Daniela Hantuchová Katarína Bašternáková   |
| 1999                                     | Perth, Austrálie                         | Argentina Gisela Dulková Maria Emilia Salerniová Eugenia Chialvová        | 2–1                                      | Slovensko Lenka Dlhopolcová Ľubomíra Kurhajcová Dominika Nociarová        |
| 2000                                     | Hirošima, Japonsko                       | Česko Eva Birnerová Petra Cetkovská Ema Janašková                         | 2–1                                      | Maďarsko Dorottya Magasová Virág Némethová Ildikó Balázsová               |
| 2001                                     | Santiago, Chile                          | Česko Petra Cetkovská Barbora Strýcová Lucie Šafářová                     | 3–0                                      | Polsko Olga Brózdová Marta Domachowská Alicja Rosolská                    |
| 2002                                     | La Baule-Escoublac, Francie              | Bělorusko Darja Kustovová Anastasia Jakimovová Jekatěrina Dzegalevičová   | 3–0                                      | Česko Andrea Hlaváčková Kateřina Böhmová                                  |
| 2003                                     | Essen, Německo                           | Nizozemsko Bibiane Schoofsová Michaëlla Krajiceková Lisanne Balková       | 2–1                                      | Kanada Ekaterina Shulaevová Aleksandra Wozniaková Katarina Zoricicová     |
| 2004                                     | Barcelona, Španělsko                     | Argentina Betina Jozamiová Florencia Molinerová Agustina Leporeová        | 2–0                                      | Kanada Valérie Tétreaultová Sharon Fichmanová Tania Riceová               |
| 2005                                     | Barcelona, Španělsko                     | Polsko Urszula Radwańská Agnieszka Radwańská Maksymiliana Wandelová       | 2–0                                      | Francie Estelle Guisardová Alizé Cornetová Noémie Scharleová              |
| 2006                                     | Barcelona, Španělsko                     | Bělorusko Ima Bohušová Xenija Milevská Viktorija Jemijaljanavová          | 2–1                                      | Rusko Xenija Lykinová Anastasija Pavljučenkovová Julija Solonická         |
| 2007                                     | Reggio Emilia, Itálie                    | Austrálie Sally Peersová Isabella Hollandová                              | 2–1                                      | Polsko Sandra Zaniewská Katarzyna Piterová Veronika Domagałová            |
| 2008                                     | San Luis Potosí, Mexiko                  | Spojené státy Christina McHaleová Kristie Ahnová Sloane Stephensová       | 2–0                                      | Velká Británie Heather Watsonová Tara Mooreová Amy Askewová               |
| 2009                                     | San Luis Potosí, Mexiko                  | Rusko Xenija Kirillovová Darja Gavrilovová Polina Lejkinová               | 2–0                                      | Německo Stephanie Wagnerová Annika Becková Anna-Lena Friedsamová          |
| 2010                                     | San Luis Potosí, Mexiko                  | Rusko Margarita Gasparjanová Darja Gavrilovová Viktorija Kanová           | 2–1                                      | Čína Tchien Žan Tchang Chao-čchen Čeng Saj-saj                            |
| 2011                                     | San Luis Potosí, Mexiko                  | Austrálie Belinda Woolcocková Ashleigh Bartyová Brooke Rischbiethová      | 2–0                                      | Kanada Carol Zhaová Françoise Abandová Erin Routliffeová                  |
| 2012                                     | Barcelona, Španělsko                     | Spojené státy Louisa Chiricová Taylor Townfedsendová Gabrielle Andrewsová | 3–0                                      | Rusko Alina Siličová Jelizaveta Kuličkovová Darja Kasatkinová             |
| 2013                                     | San Luis Potosí, Mexiko                  | Rusko Veronika Kuděrmetovová Darja Kasatkinová Alexandra Pospělovová      | 2–0                                      | Austrálie Priscilla Honová Naiktha Bainsová Sara Tomicová                 |
| 2014                                     | San Luis Potosí, Mexiko                  | Spojené státy Tornado Alicia Blacková Catherine Bellisová Sofia Keninová  | 3–0                                      | Slovensko Tereza Mihalíková Viktória Kužmová Tamara Kupková               |
| 2015                                     | Madrid, Španělsko                        | Česko Monika Kilnarová Markéta Vondroušová Anna Slováková                 | 2–1                                      | Spojené státy Kayla Dayová Claire Liuová Michaela Gordonová               |
| 2016                                     | Budapešť, Maďarsko                       | Polsko Iga Świąteková Maja Chwalińská Stefania Rogozińská-Dziková         | 2–1                                      | Spojené státy Amanda Anisimovová Claire Liuová Caty McNallyová            |
| 2017                                     | Budapešť, Maďarsko                       | Spojené státy Whitney Osuigweová Caty McNallyová Amanda Anisimovová       | 2–0                                      | Japonsko Juki Naitová Nahó Satová Himari Satová                           |
| 2018                                     | Budapešť, Maďarsko                       | Spojené státy Coco Gauffová Alexa Noelová Connie Maová                    | 2–1                                      | Ukrajina Ljubov Kostěnková Darja Lopatecká Kateryna Rubljevská            |
| 2019                                     | Orlando, Spojené státy                   | Spojené státy Connie Maová Katrina Scottová Robin Montgomeryová           | 2–1                                      | Česko Barbora Palicová Linda Nosková Darja Viďmanová                      |
| 2020                                     | zrušeno pro pandemii covidu-19           | zrušeno pro pandemii covidu-19                                            | zrušeno pro pandemii covidu-19           | zrušeno pro pandemii covidu-19                                            |
| 2021                                     | Antalya, Turecko                         | Česko Brenda Fruhvirtová Sára Bejlek Nikola Bartůňková                    | 2–0                                      | Japonsko Sara Saitóová Sajaka Išiiová Ena Koikeová                        |
| 2022                                     | Antalya, Turecko                         | Spojené státy Clervie Ngounoueová Valerie Glozmanová Iva Jovicová         | 3–0                                      | Česko Tereza Valentová Lucie Urbanová Magdaléna Smékalová                 |
| 2023                                     | Córdoba, Španělsko                       | Spojené státy Tyra Grantová Iva Jovicová Alanis Hamiltonová               | 2–1                                      | Česko Alena Kovačková Laura Samsonová Eliška Forejtková                   |
| 2024                                     | Antalya, Turecko                         | Spojené státy Tyra Grantová Kristina Penickova Julieta Parejová           | 2–1                                      | Rumunsko Maia Burcescuová Giulia Popaová Ioana-Ștefania Boianová          |